# Документальні фільми України
Документальні фільми України вважаються ефективним інструментом культурної дипломатії. Вони висвітлюють переважно історичні та знакові події на теренах України, спрямовані на популяризацію [Архівовано 30 січня 2021 у Wayback Machine.] національної мови, просування української культури, на формування позитивного іміджу про державу та розвиток співробітництва на міжнародному рівні в галузі документалістики.

## Історія
Розвиток українського документального кіно починається з першої половини ХХ століття. У 1929 році поява німого фільму «Людина з кіноапаратом», відомого радянського кіноріжесера Дзиґи Вертова, знаменувала великий успіх.  Його вважають найкращим документальним фільмом усіх часів.
У 1930 році вперше в Україні виходить у прокат звуковий документальний фільм «Ентузіазм: Симфонія Донбасу» на базі Київської кіностудії «Українфільм».
За часів Другої світової війни, незважаючи на те, що українські фільми зазнавали жорстоких обмежень «соціалістичного реалізму», давалася взнаки активна тенденція на створення пропагандистських документальних і хронікальних стрічок.
Наступний етап становлення жанру документального кіно в Україні відбувається в 1970-80-і роки. Київська кіностудія науково-популярних фільмів зняла величезний масив стрічок: «Чи думають тварини?», «Сім кроків за обрій» режисера Фелікса Соболєва та інші.
З 2000 року індустрія української документалістики характеризується нестабільністю, коли в перші десятиліття після незалежності українське кіно зазнало розпаду кіноіндустрії і спробами її відновити. Незабаром на тлі прогресивного розвитку технологій збільшуються темпи зростання обсягів кіновиробництва. Але в 2014-2015 роки як реакція на найважливіші події в країні під час революції і Війни на сході країни відбувається бум документального кіно.
Україна відома своїми документальними фільмами. З 2015 набирає популярності проект «Зима у вогні», який виявився у числі номінантів «Оскара» в категорії «Кращий документальний повнометражний фільм». Документальний фільм «Українські шерифи» (Ukranian Sherrifs) в 2016-му був висунутий Україною на здобуття премії «Оскар» в категорії «Кращий іноземний фільм». «Dustards» Станіслава Гуренка став одним з платинових переможців кінопремії International Independent Film Awards [Архівовано 11 серпня 2020 у Wayback Machine.]. 

## Сучасне документальне кіно в Україні
Сучасний етап українського документального кінематографу починається з 1994, що характеризується активним розвитком та появою телевізійних документальних кіно-циклів. Це обумовлено по-перше, формуванням ринку документального кінематографа, по-друге, можливістю вітчизняних режисерів створювати реалістичні картини, відображаючи усі сторони життя українського народу.  Молоді режисери-документалісти щороку створюють власні документальні телепроєкти, висвітлюють найбільш актуальні теми Другої світової війни, Голодомору, Війни на сході та ін. Велика кількість з них транслюється в прайм-таймі та інколи, навіть, продається для показу в інших країнах. Вони здобувають високі нагороди та премії на відомих світових кінофестивалях.
У 2019 році Український культурний фонд зробив акцент в галузі української документалістики на підтримці таких тематичних напрямів як соціально значимі історичні та культурні події (у тому числі часів незалежної України), біографії видатних українських діячів, екранізації творів української літератури (зокрема український фольклор).

## Найвідоміші документальні кінострічки
- «Чорнобиль - Хроніка важких тижнів» В. Шевченка (1986).
- цикл «Невідома Україна» (1993 - 1996)
- цикл «Обрані часом» (1996 - 2007)
- кінотрилогія «Я камінь з Божої пращі», що об'єднує кінокартини: «Ольжич» (1996), «Доба жорстока, як вовчиця» (2000), «Незнаний воїн»(2000)
- «Війна без переможців» Л.Литвинова, М.Курдюмова, Студії "Інтер" (2002)
- «Війна. Український рахунок» С.Буковського (2003)
- «Між Гітлером і Сталіном - Україна в ІІ Світовій війні» С.Новицького (2003)
- «Подорожні» І. Стрембицького (2005)
- «Назви своє ім'я» С.Буковського (2006)
- «Собор на крові» (2006)
- «Живі» С.Буковського (2008)
- «Золотий вересень. Хроніка Галичини 1939 - 1941» (2010)
- «Україна. Точка відліку» С.Буковського (2011)
- «Майдан» (2014)
- «Крим, як це було» [Архівовано 19 березня 2021 у Wayback Machine.] (2016)
- «Будинок "Слово"» Т.Томенко (2017)
- «Перша сотня» [Архівовано 3 грудня 2020 у Wayback Machine.] (2018)
- «Какофонія Донбасу» (2018)
- «Соловей співає» [Архівовано 12 грудня 2019 у Wayback Machine.] С.Кримського (2019)
- «Співає Івано-Франківськтеплокомуненерго» Н. Парфан (2019)
- «Земля блакитна, ніби апельсин» І. Цілик (2020)
- Бабин яр. Контекст С. Лозниця (2021)
- «Яремчук: Незрівнянний світ краси» (2024)

## Українські документальні фільми заборонені в СРСР
- «Освідчення в коханні» (1966)
- «Соната про художника» (1966)
- «Зйомки у Бабиному Яру» (1966)
- «Василь Симоненко» (1968 - 1971)
- «Дума - доля» (1969)
- «Анатоль Петрицький» (1970)
- «Тур’я - земля поліська» (1970 - 1971)
- «Прогулянки по Києву» (1970 - 1972)
- «Відкрий себе» (1972)
- «Завтра» (1977)[6][7]

## Див.також
- Електронний каталог документального кіно в Україні [Архівовано 28 лютого 2021 у Wayback Machine.]